# スベヒタイヘラオヤモリ
スベヒタイヘラオヤモリ（滑額箆尾守宮、Uroplatus henkeli）は、爬虫綱有鱗目ヤモリ科ヘラオヤモリ属に分類されるトカゲ。

## 分布
マダガスカル北部固有種

## 形態
全長26cmとヘラオヤモリ属では大型種。体色は褐色や白と、個体によって変異がある。苔状や虫食い状の斑紋が入る個体もいる。
吻端は長く、眼部までの傾斜が緩く突起も見られず滑らかなことが和名の由来になっている。体側面や尾にある襞（ひだ）は樹皮と輪郭を目立たなくさせ、擬態に役立つ。
同属のフリンジヘラオヤモリと酷似するが、本種の方がやや小型で吻端も短い。

## 生態
砂漠に囲まれたやや乾燥した森林に生息する。夜行性で、昼間は地面から100cm程の高さにある枝や幹に頭を下にしてじっとしていることが多い。
食性は動物食で、昆虫類、節足動物、小型爬虫類等を食べる。枝や幹から、地上にいる獲物に向かって飛びかかり捕食する。
繁殖形態は卵生で、1回に2個ずつの卵を数回に分けて地面に産む。

## 人間との関係
マダガスカルでは悪魔の使いと見なされて忌み嫌われている。
ペット用として飼育されることもあり、日本にも輸入されている。飼育下での繁殖例もあり、少ないながら繁殖個体も流通する。2005年に属単位でワシントン条約付属書II類に記載されマダガスカルからの生物の輸出が減少傾向にあるため、流通量は今後減少していくものと思われる。高さのあるテラリウムで飼育される。乾燥した森林に生息するため多湿を好む属内でもある程度乾燥には強い。狭いケージで飼育するとストレスから拒食することがあり、また元々大型種なので飼育には大型のケージが必要になる。また獲物に飛びかかって捕食するため、怪我をしないよう柔らかい土等の床材を厚めに敷いてクッション代わりにする。